# 西尤宁 (南卡罗来纳州)
西尤宁（英文：West Union），是美国南卡罗来纳州下属的一座城市。城市类型是“Town”。其面积大约为0.51平方英里（1.32平方公里）。根据2010年美国人口普查，该市有人口291人，人口密度约为每平方 英里569.47人（约合每平方公里219.88人）。